# Palaeorhiza lusoria
Palaeorhiza lusoria là một loài Hymenoptera trong họ Colletidae. Loài này được Smith mô tả khoa học năm 1863.